# Oiva Lommi
Oiva Lommi  (ur. 30 czerwca 1922 w Vehkalahti, zm. 23 lipca 2000 w Kotce) – fiński wioślarz, brązowy medalista olimpijski.
Wystąpił na igrzyskach olimpijskich w Londynie w 1948 roku, odpadając w ćwierćfinałach czwórek bez sternika. Na rozgrywanych cztery lata później igrzyskach olimpijskich w Helsinkach Finowie w składzie: Veikko Lommi (jego kuzyn), Kauko Wahlsten, Oiva Lommi i Lauri Nevalainen zdobyli brązowy medal w tej samej konkurencji. W finale o 7,3 sekundy przegrali z osadą Jugosławii, a o 4,4 sekundy wyprzedzili ich Francuzi. 